# Джон Бурман
Джон Бурман, CBE (на английски: John Boorman (/ˈbʊərmən/)) е английски режисьор и сценарист. 

## Биография
Джон Бурман е роден на 11 януари 1933 година и е израснал в Шепъртън, Мидълсекс, Англия. Той е син на собственик на пъб Джордж Бурман и съпругата му Айви (по баща Чапман). Джордж Бурман е от нидерландски произход.  Въпреки че не е римокатолик, той е изпратен да се образова в салезианското училище в Чертси, Съри.

### Кариера
Джон Бурман е режисирал 22 филма, най-известен е с игрални филми като „Point Blank“ (1967), „Ад в Тихия океан“ (1968), „Избавление“ (1972), „Зардоз“ (1974), „Заклинателят 2: Еретикът“ (1977), „Заклинател“ (1981), „Изумрудената гора“ (1985), „Надежда и слава“ (1987), „Генералът“ (1998), „Шивачът от Панама“ (2001) и „Кралицата и страната“ (2014). 
Той е получил пет номинации за Оскар, два пъти за най-добър режисьор (за „Избавление“ и „Надежда и слава“). Той също така е признат за създаването на първите прожекции на Оскар за популяризиране на „Изумрудената гора“. През 2004 г. Бурман получава стипендията на BAFTA за цялостно творчество от Британската академия за филмово и телевизионно изкуство. През януари 2022 г. Бурман получи рицарско звание.

### Личен живот
Джон Бурман е дългогодишен жител на Ирландия и е живял в Анамо, графство Уиклоу, близо до езерата близнаци Глендалоу.  През 2022 г. той обявява имота си за продажба, възнамерявайки да се премести в Съри, Англия, където живее синът му Чарли.  Според интервю от 2012 г. той наскоро се е развел. До 2020 г. той е женен за третата си съпруга. 
Той има седем деца: Катрин (р. 1958 г.), Телше (1959–1996 г.), Чарлз (р. 1966 г.) и Дейзи (р. 1966 г.) от първата му съпруга Кристел Крус, за която е женен до 1990 г.; и Лола, Лий и Лили Мей с втората му съпруга Изабела Уайбрехт, за която се жени през 1995 г. .
Джон Бурман е назначен за командир на Ордена на Британската империя (CBE) в наградите за рожден ден през 1994 г. за заслуги към филмовата индустрия. 
Бурман е удостоен с рицарско звание в новогодишните отличия за 2022 г. за заслуги към филмовата индустрия. 

## Филмография
| Година | Филм                     | Оригинално заглавие      |
| ------ | ------------------------ | ------------------------ |
| 1972   | Избавление               | Deliverance              |
| 1977   | Заклинателят 2: Еретикът | Exorcist II: The Heretic |
| 1981   | Екскалибур               | Excalibur                |
| 1987   | Надежда и слава          | Hope and Glory           |
| 1990   | Там, където е сърцето    | Where the Heart Is       |
| 2001   | Шивачът от Панама        | The Tailor of Panama     |